# The Sims 2: Évszakok
A Sims 2 Évszakok, angolul The Sims Seasons a The Sims 2 ötödik kiegészítője. 2007-ben jelent meg és statisztikák alapján az egyik legsikeresebb kiegészítő lett. Kiadója az EA Games. Minden Évszak 5 Sim napból áll, és mind új interakciókat és opciókat tesz elérhetővé játékban. Egy újfajta „Simforma” is megjelent, a Virágsim, amelynek más szükségletei is vannak. Egy új város is megjelent, Virágvége.

## Az évszakok
Egy évben 4 évszak van (mint a valóságban). De az „Évszakválasztó panel” segítségével beállítható mely évszakok kövessék egymást, sőt kihagyható egy vagy több évszak is, egy másik megsokszorozásával. Tehát 4x4×4×4, azaz 256 sorrend létezhet. Az alapméretezett sorrend: Nyár, Ősz, Tél és Tavasz.
Nyáron erős a napsütés, de nyári záporok is. Napos időben napszúrást kaphat a Sim és elájulhat. Ekkor a Simet egy másik Sim leönti egy pohár vízzel és magához tér. Zápor közben kevés az esély rá, hogy a Simet megcsapja a villám. De nagyobb esély van rá, hogy ha a Sim sokáig bámulja az eget, ráesik egy műhold és meghal! Amikor a Sim kilép a házból, a szeme fölé teheti a kezét.
Ősszel sok a vihar és ha sokat tartózkodik kint a Sim, még a villám is belécsaphat, sőt meg is halhat tőle. Ősz vége felé eshet jégeső is. Ha a Sim sokáig tartózkodik kint a jégesőben, meghalhat! Ősszel hullnak a levelek a fákról, amiket fel is lehet gereblyézni, utána komposztálni vagy felgyújtani. Amikor a Sim kilép a házból, automatikusan Kinti ruhába öltözik. Nem tanácsos a simeknek a pocsolyában ugrálni, mert ilyenkor ha vihar van, a simbe villám csaphat. (De van olyan Sim is, aki pont erre vágyhat, legtöbb esetben tudás életcélúak.)
Télen esik a hó és a fákon nincsenek levelek. A hónak két szintje van: amikor még elkezd esni a hó, csak foltokban fehéredik meg a föld; de ha már régóta esik, egy kb. 20 cm-es a hótakaró jelenik meg a földön. Ekkor már lehet hógolyózni, hóembert építeni és hóangyalt csinálni.
Azonban ha a Sim sokat van kint megfelelő öltözék nélkül, megfagy. Ekkor egy másik Sim odamehet és kiolvaszthatja hajszárítóval. Amikor a Sim kilép a házból, automatikusan Kinti ruhába öltözik. A télnek még két előnye van, az egyik az, hogy az úton pingvinek szoktak elmenni, a másik az iskolás simeknek örömhír, hogy hószünet van (ha túl sokat esik a hó).
Ha a Télapós Kiadás is telepíve van, akkor fel lehet díszíteni a házat és be lehet tenni a házba egy karácsonyfát. Továbbá süthető télapós süti amit ha kitesz a Sim az asztalra, jön a mikulássim és hoz valamit. 
Tavasszal kezdenek visszanőni a levelek és a virágok kinyílnak. Ilyenkor pillangót lehet fogni és este szentjánosbogarat is. Ezeket üvegben tarthatja a Sim, de ha sokáig vannak benne meghalnak.

## A hőmérő
A simeknek figyelniük kell a képük mellett megjelenő hőmérőre, ha ez piros, akkor simnek nagyon melege van, ezért ha tovább van kitéve a forróságnak, leéghet. Ha a hőmérő kék, akkor fázik a sim, ilyenkor a simet fel kell melegíteni (a kandallóra kattintva a Melegedés opció vagy igyon forró csokit/kávét). Ha a Simnek állandóan a kék mezőben áll a hőmérője könnyen megbetegedhet. Ezért tanácsos odafigyelni, hogy ne túl sokat legyenek kint a simek.
Ha a hőmérő zöld, akkor a sim környezetének hőmérséklete megfelelő.

## Virágsim
A Virágsimeknek különleges tulajdonságaik vannak. Ha egy sim virágsimmé alakul át, megkapja a virágsim-hajt és a virágsim-ruhát. A Ruhát le lehet cserélni, de a haj megmarad addig, amíg Virágsim a sim.
Három életszakaszuk van: Tipegő, Felnőtt és Idős. A virágsimek úgy születnek, hogy a Felnőtt(/Idős) virágsim elülteti a gyermeket (ön-opció)
Három szükségletük van:
- Szeretet
- Napfény (ha alacsony, a sim barna lesz kimegy az utcára és elájul)
- Öntözés (ha alacsony, a sim barna lesz kimegy az utcára és elájul)

Továbbá szétszórhatják a boldogság spóráit (ön-opció), amelyek boldogabbá teszik a körülötte lévő simeket. Pollenfelhőt is fújhatnak a Simekre, de ilyenkor csökken a kapcsolatmutatójuk.
A Virágsim-ség "gyógyítható" (megszüntethető, mivel ez nem betegség), ha a kertész klub egyik tagjától megvesszi az erre alkalmas bájitalt.

## A kertészkedés és a horgászat
A játék még két újdonsággal bővült: kertészet és horgászat. A Sim saját-termesztésű növényeit és halait használtja fel egy étel elkészítésére, akkor az étel csillogni fog.

### Kertészkedés
Ahhoz, hogy kertészkedhesen a Sim, először az építkezés módban a "Kert és Kertközpont" menüben (egy cserép és egy keresztezett lapát), el kell helyezni a min. 1X1 kockányi termőföldet. Üvegházat is építhető, három színben (fehér, világosbarna és zöld). Elhelyezhető egy Komposztáló, amibe a szemét gyűjthető, ezt később felhasználható a fák és a növények komposztálására.
A termőföldre kattintva lehet ültetni vagy trágyázni a növényt. A növényt folyamatosan gondozni kell, gyomlálni és öntözni (bár automatikus locsolót is elhelyezhető a kertbe). Minél jobb állapotban van a növény, annál értékesebb lesz a termése.

A gyümölcsfa nem ültethető, azt csak kifejlett állapotban lehet a kertbe rakni. Ugyanúgy kell gondozni, de gyomlálás helyett a metszés és öntözés helyett a permetezés opciókat használhatóak (permetezni csak akkor lehet ha a fát megtámadták az élősködők). Ha a Sim túl sokat használja a Permetezés opciót, simünk Virágsimmé változhat! A Virágsimek és az Arany Kertészkedés Pedállal rendelkezők, így beszélni tudnak a fákkal, így javítva a kedvüket.
| Név        | Szükséges Pedál-Medál | Legjobb idő az ültetésre | Legjobb idő a betakarításra |
| ---------- | --------------------- | ------------------------ | --------------------------- |
| Alma       | nincs                 | nincs                    | Ősz                         |
| Bab        | Ezüst                 | Nyár                     | Ősz                         |
| Citrom     | nincs                 | nincs                    | Nyár                        |
| Eper       | Bronz                 | Tavasz                   | Nyár                        |
| Narancs    | nincs                 | nincs                    | Nyár                        |
| Padlizsán  | Arany                 | Tavasz                   | Nyár                        |
| Paprika    | Ezüst                 | Tavasz                   | Nyár                        |
| Paradicsom | nincs                 | Nyár                     | Ősz                         |
| Uborka     | Bronz                 | NYár                     | Ősz                         |

### Horgászat
Horgászáshoz tavat kell elhelyezni a kertben, a tóra való kattintással a horgászat opció jelenik meg, itt kiválasztó a csali. (Ha a Sim kap pedál medált, több csaliból is választhat.) Pecázás közben lehet bakancsot is fogni.